# ألكسندرا دو ناسيمينتو
ألكسندرا دو ناسيمينتو (بالبرتغالية: Alexandra Nascimento) مواليد 16 سبتمبر 1981 في البرازيل، هي لاعبة كرة يد برازيلية تلعب كجناح أيمن. مثلت منتخب البرازيل لكرة اليد للسيدات. شاركت في دورة الألعاب الأولمبية الصيفية سنة 2004. حققت المركز الأول في بطولة العالم لكرة اليد للسيدات 2013.

## سجل المنافسة
شاركت في البطولات التالية:
- الألعاب الأولمبية الصيفية 2012
- الألعاب الأولمبية الصيفية 2016
- بطولة العالم لكرة اليد للسيدات 2011
- بطولة العالم لكرة اليد للسيدات 2013
- بطولة العالم لكرة اليد للسيدات 2015

## الميداليات
| الميدالية | المسابقة                            |
| --------- | ----------------------------------- |
| ذهبية     | بطولة العالم لكرة اليد للسيدات 2013 |
| ذهبية     | دورة الألعاب الأمريكية 2003         |
| ذهبية     | دورة الألعاب الأمريكية 2007         |
| ذهبية     | دورة الألعاب الأمريكية 2011         |
| ذهبية     | دورة الألعاب الأمريكية 2015         |
| ذهبية     | بطولة بان أميركان لكرة اليد للسيدات |
| ذهبية     | بطولة بان أميركان لكرة اليد للسيدات |

## روابط خارجية
- ألكسندرا دو ناسيمينتو على موقع الاتحاد الأوروبي لكرة اليد (الإنجليزية)
- ألكسندرا دو ناسيمينتو على موقع أوليمبيديا (الإنجليزية)
- ألكسندرا دو ناسيمينتو على موقع اللجنة الأولمبية البرازيلية (البرتغالية)